# Kiyosato
Kiyosato (japanska: 清里町?, Kiyosato-chō) är en landskommun (köping) i Hokkaido prefektur i Japan. 